# Nilotanypus dubius
Nilotanypus dubius är en tvåvingeart som först beskrevs av Johann Wilhelm Meigen 1804.  Nilotanypus dubius ingår i släktet Nilotanypus och familjen fjädermyggor. Arten är reproducerande i Sverige. Inga underarter finns listade i Catalogue of Life.